# Le Jour de Noël
Pour plus de détails, voir Fiche technique et Distribution.
Le Jour de Noël est un film français réalisé par Thierry Jousse et sorti en 1998.

## Fiche technique
- Titre : Le Jour de Noël
- Réalisation : Thierry Jousse
- Scénario : Thierry Jousse
- Photographie : Olivier Chambon
- Décors : Anne Bachala
- Son : Jean-Jacques Ferran
- Musique : Noël Akchoté
- Montage : Yannick Kergoat
- Production : Les Productions Bagheera - TV10 Angers
- Pays d'origine :  France
- Durée : 29 minutes
- Date de sortie : France - novembre 1998 (présentation au Festival du film de Belfort - Entrevues)

## Distribution
- Noël Akchoté
- Anna Luif
- Jackie Berroyer
- Antoine Chappey
- Claire Denis
- Zinedine Soualem

## Distinctions
- Grand prix du court métrage au Festival du film de Belfort - Entrevues 1998[1]